# Boscarla de Mangareva
La boscarla de Mangareva (Acrocephalus astrolabii) és un ocell extint de la família dels acrocefàlids (Acrocephalidae). Habitava l'illa de Mangareva, a les illes Gambier.

## Taxonomia
Antany considerada una subespècie de la boscarla de Guam (Acrocephalus luscinius), avui es considera una espècie de ple dret, arran els treballs de Cibois et al. (2011).